# 高田カトリック幼稚園
高田カトリック幼稚園（たかだカトリックようちえん）は、奈良県大和高田市にある、私立の幼稚園である。設置者は学校法人カトリックマリスト会学園。

## 概要
英才教育や早期教育としても注目されているモンテッソーリ教育を取り入れているが、カトリック教会を母体としているため、大変穏やかな校風である。異文化交流にも積極的に取り組み教育の評価も高く、近隣市町村からも多くの園児達が通園している。